# Kútfalva

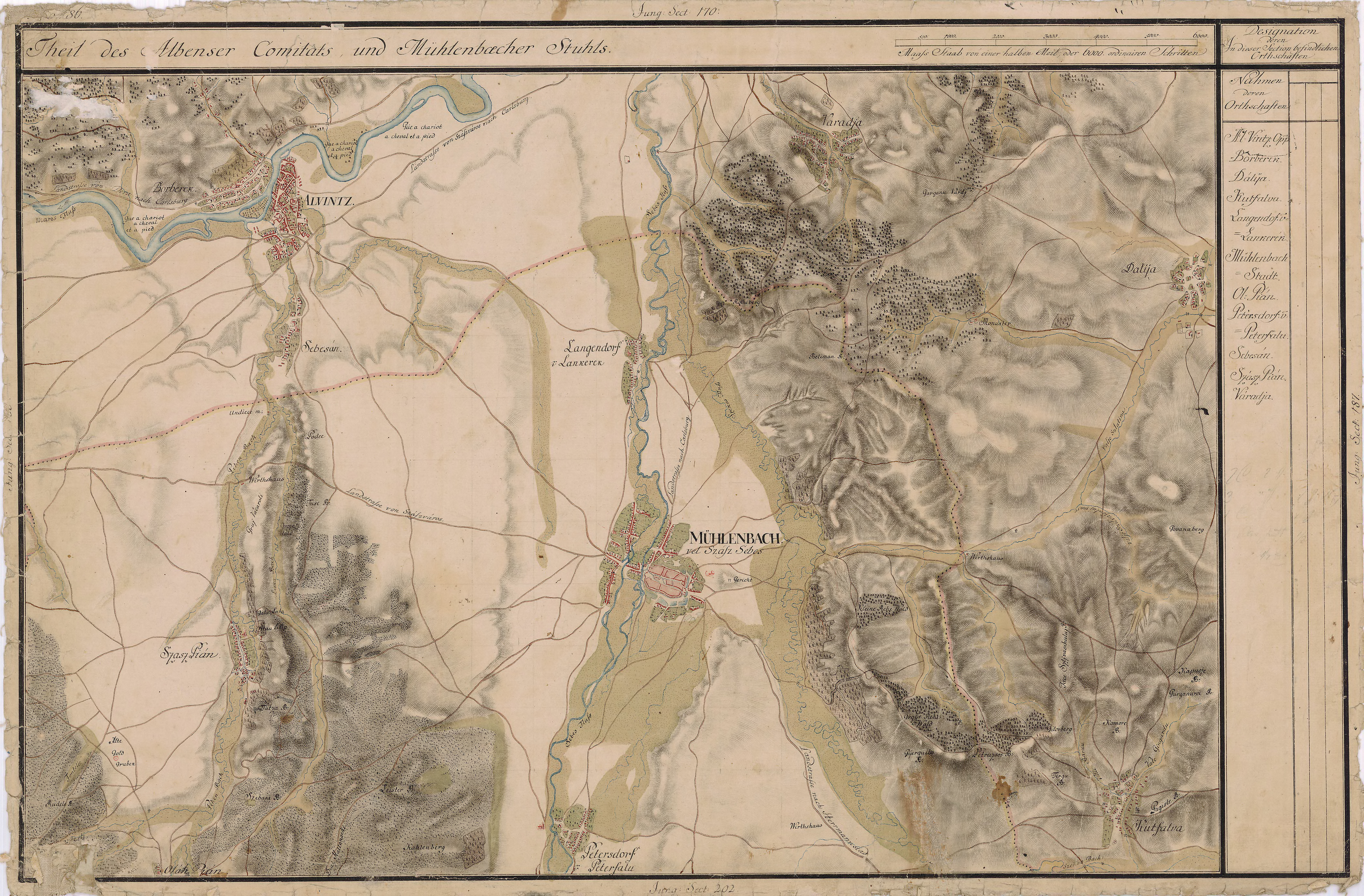
Kútfalva környéke 1769-1773 között

Kútfalva (románul: Cut, németül: Kokt) község Romániában, Erdélyben, Fehér megyében.

## Földrajz
Szászsebestől hat km-re délkeletre, a Nagy-Székás bal partján fekszik.

## Története
A 13. század végén vagy a 14. század elején települt szászsebesszéki szász falu volt. Első említései: 1291-ben még terra Kut, 1332-ben Kutis és 1438-ban Kuthfalu. A 16. században szász lakosságát románok váltották föl. 1761-ben 160 ortodox és 11 görögkatolikus család lakta. A 18. század második és a 19. század első felében a balázsfalvi püspökség uradalmi székhelye, 1865–1871-ben görögkatolikus esperesi székhely volt. 1876-ban Alsófehér vármegyéhez csatolták. 1906-ban kisközségből nagyközséggé alakult. Lakói megélhetésében jelentős részt vállalt a bortermelés. 1950 előtt nyolcvan, 1999-ben húsz hektáron műveltek szőlőt, főként járdovány fajtát. 2004-ben vált ki Kelnek községből és szervezték önálló községgé.

## Népessége
- 1850-ben 1187 lakosából 1170 volt román és 16 cigány nemzetiségű; 1187 görögkatolikus vallású.
- 2002-ben 1254 lakosából 1253 volt román nemzetiségű és 1240 ortodox vallású.

## Látnivalók
- Az ortodox parókia a Bethlen család udvarházaként 1730-ban épült. 2006 óta egy Ilie Moise etnográfusról elnevezett néprajzi kiállítás látható benne.
- Az Albini család síremléke.

## Gazdaság
A faluban egy száz főt foglalkoztató bútorgyár működik.

## Híres emberek
- Innen származott Septimiu Albini, a Tribuna szerkesztőjének családja. (A 46. számú ház volt a régi családi kúria.) Albinit itt is temették el 1919-ben.
- Itt született 1930-ban Elena Lidia Sfîrlea nyelvész.